# Kambakkht Ishq
Kambakkht Ishq (título en inglés: Damned Love, traducción al español: Maldito Amor) es una película hindi de 2009 dirigida por Sabbir Khan y producida por Sajid Nadiadwala. Esta comedia romántica está basada en la película Pammal K. Sambandam de 2002, y cuenta con las actuaciones protagónicas de Akshay Kumar y Kareena Kapoor junto a Aftab Shivdasani y Amrita Arora en papeles de reparto. Los actores de Hollywood Sylvester Stallone, Denise Richards, Brandon Routh y Holly Valance aparecen en cameos, interpretándose a ellos mismos. Originalmente su estreno estaba planeado para el 2008, pero tuvo que ser pospuesto hasta julio de 2009.

## Reparto
- Akshay Kumar como Viraj Shergill.
- Kareena Kapoor como Simrita "Sim" Rai.
- Aftab Shivdasani como Lavanya "Lucky" Shergill.
- Amrita Arora como Kamini Sandhu.
- Vindu Dara Singh como Gulshan "Tiger" Shergill.
- Kirron Kher como Dolly.
- Javed Jaffrey como Keswani.
- Rajesh Khera como el dr. Ali
- Kehkashaan Patel como Nimrita 'Nim' Rai.
- Ashwin Mushran como Parmeet Sandhu.

### Cameos
- Boman Irani como el doctor.
- Brandon Routh como él mismo.
- Denise Richards como ella misma.
- Sylvester Stallone como él mismo.
- Holly Valance como ella misma.